# Kunata Kottulinsky
Kunata Kottulinsky, celým jménem Kunata Johann Ignaz Joseph Maria Kottulinsky (* 6. dubna 1914 Neudau, Štýrsko, Rakousko-Uhersko – 25. srpna 2004 Vídeň, Rakousko) byl rakouský manažer a svazový funkcionář, do 1919 hrabě Kottulinsky. Pocházel ze slezského rodu Kotulinských z Kotulína.
V letech 1971 až 1974 působil jako generální tajemník Asociace průmyslníků a poté viceprezident (do roku 1984) Rakouské národní banky.

## Životopis
Kottulinsky pocházel ze starého rakouského bohatého východoštýrského rodu. Do roku 1919 se honosil titulem hrabě Kottulinsky. Měl staršího bratra Hans Kottulinsky (1913-1984), který byl rakouský politik. Jeho tchánem byl novinář Karl Anton Rohan.

### Vzdělání
Vystudoval na univerzitě ve Štýrském Hradci a na Vysoké škole ekonomické ve Vídni, kterou absolvoval v roce 1938.

### Potomci
29. září 1945 v Neudau v rakouském Štýrsku se oženil s Markétou princeznou z Rohanu, dcerou právníka Alaina z Rohanu. Manželé měli spolu 2 dcery:
- Louisette (* 1. prosince 1946, Štýrský Hradec) – 30. července 1992 v Mnichově se provdala za Bálinta Béryho (* 11. ledna 1944, Budapešť nebo Vídeň)
- Marguerite (* 25. listopadu 1949, Neudau) – 26. srpna 1972 v rakouském Attersee se provdala za Andrewa Dewar-Durie (* 13. listopadu 1939, Bath)